# Rifle Ballard

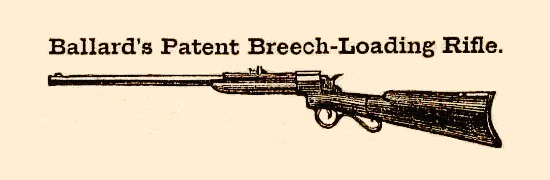
Um Rifle Ballard.

O Rifle Ballard foi um rifle de tiro único carregado pela parte traseira, projetado e patenteado por Charles H. Ballard em novembro de 1861 em Worcester, Massachusetts. Ele foi usado durante o final da Guerra Civil Americana por voluntários do Kentucky.
Entre 1862 e 1865, cerca de 3.000 desses rifles foram produzidos pela Ball & Williams Company de Worcester, com a maior parte de sua produção destinada ao uso militar.
O Rifle Ballard teve mais de 20 variantes durante seus 29 anos de vida útil. O modelo "No. 1 Hunter's Model" foi introduzido em 1875 para o calibre .44 rimfire. O "No. 1" seria produzido posteriormente em .44 rimfire, .45-70 Government, .44 Ballard Long e .44 Ballard Extra Long.
Outras variantes incluíram os modelos: "No 1 ¾ Hunter's Model", "No. 2 Sporting Model", "No. 5 Pacific Model" e o No. 5 ½ Montana Model.